# Maison Soutzo
La famille Suţu (prononcer Soutsou, en grec moderne Soutsou - Σούτσου) ou Soutso, Soutsos ou Soutzo, est une famille de l'aristocratie moldave intégrée parmi les phanariotes grecs, qui a aussi servi l'Empire ottoman comme drogmans. Après avoir joué un rôle important dans les principautés danubiennes de Moldavie et Valachie, elle a donné plusieurs personnalités culturelles, politiques ou militaires à la Grèce et la Roumanie modernes.

## Généalogie
- Constantin Dracu-Suţu (ou Konstantinos Drako-Soutzo, pendu en 1757), grand logothète de l'Empire ottoman, époux de Maria Rosetti.
  - Alexandru Suţu (ou Alexandros Soutzo, né en 1715, pendu en 1757), grand postelnic de Moldavie et de Valachie, époux de Cassandra Mavrocordato.
    - Gheorghe Suţu (ou Georges Soutzo, v. 1750-1828), grand postelnic et caïmacan de Moldavie, époux de Catherine Sulcaroğlu (ou Soultsaroglou).
      - Dimitrios Soutzo (mort en 1845), procureur de Grèce, époux de Smaragda Soutzo.
        - Konstantinos Soutzo (1841-1914), général grec, époux de Nathalia Mavrogheni, puis de Maria Romalo, dame d'honneur de la reine Élisabeth de Grèce.
          - Dumitru Suţu (ou Démètre Soutzo 1870-1943), général roumain, époux successivement de [1] Helena Chrissoveloni (divorce en 1926 et épouse Paul Morand), puis de [2] Clara-Thérèse Holmes, et de [3] Valentina Canano.
            - [1] Marie-Georgette Soutzo (1904-1932), épouse du prince Amédée Marie Éric de Broglie (1904-1956).
            - [2] Micheline Soutzo, (1916-1993), épouse d'Albert Marescaux (1900-1973), sénateur du Dahomey.
            - [2] Michel-Harold Soutzo, (1917-2012), colonel de l'Armée de l'air française et professeur à l'École spéciale militaire de Saint-Cyr, qui épouse Jeanne Rodary (d.p.).

          - Grigore Suţu (ou Grigorios, ou Grégoire Soutzo, 1878-1916), officier de cavalerie roumain, époux d'Elisabeta Soutzo (1888-1963).
            - Constantin Suţu (1912-2004), aviateur, époux de Roxana Callimachi (s.p.), puis en secondes noces d'Ioana Perticari.
              - Alexandru Suţu (aussi Alexandre "Sandy" Soutzo, 1944), chef de nom et d'armes de la maison Soutzo, époux d'April Wright (d.p.).

      - Constantin Suţu (ou Konstantinos Soutzo, 1795-1861), Mare Hatman (général) et Caïmacam des principautés danubiennes, époux d'Euphrosine Callimachi.
      - Alexandros Soutzo (1802-1870), diplomate, numismate et philanthrope grec, époux de Zoé Mourousi.
        - Alexandros Soutzo (1839-1895), diplomate et ministre grec, époux de Nathalia Soutzo.

    - Constantin Suţu (Konstantinos Soutzo, mort en 1820), postelnic de Valachie, époux d'Anargyrie Scanavi.
      - Ioannis Soutzo (ou Jean Soutzo, né après 1774), préfet en Grèce et député de Syra, époux de Despina Perveli.

  - Nicolae Suţu (Nikolaos ou Nicolas Soutzo, né après 1715 - décapité en 1769), grand logothète de Moldavie et grand drogman ottoman, époux d'Anna Chrisoskoleos.
    - Gheorghe Suţu (ou Georgios ou Georges Soutzo, 1745-1816), grand postelnic et kaïmakam des principautés danubiennes, époux de Catherine Mavrocordato.
      - Alexandre Soutzo (????-????), qui épouse Maria Chrisomallis.
        - Alexandru A. Suțu (1837-1919) (ro), médecin roumain, époux d'Eliza Zădăriceanu.

      - Ioan Suțu (ou Ioannis Soutzo, mort en 1836), aga de Moldavie, époux de Victoria Scanavi.
        - Nicolas Soutzo (1823-1884), colonel et député grec, époux d'Anne Soutzo.
        - Georges Soutzo (1824-1892), colonel grec, époux de Pénélope Hateriades.
          - Alexandre Soutzo (1857-1930), diplomate, député et ministre grec, époux de Zoé Alexandrescu.

    - Michalis Soutzo (ou Michel Soutzo, mort après 1821), archevêque et métropolite de Brousse.
    - Alexandre Suțu (ou Alexandre Soutzo, 1758-1821), grand drogman ottoman, prince de Valachie et de Moldavie, époux d'Euphrosine Callimachi.
      - Nicolae Suţu (1798-1871) (ro), Postelnic et Logothète puis député et ministre roumain, époux de Catherine Cantacuzène, puis d'Emily Barlow.
        - Constantin Suţu (v. 1823-1889), député, sénateur, ministre et vice-président de la Chambre des députés de Roumanie.

      - Gheorghe Suţu (ou Georges Soutzo, 1800-1870), postelnic puis ministre des Finances et de la Justice de Roumanie.
      - Jean Soutzo (1803-1890) (el), homme de lettres grec et doyen de l'Université d'Athènes, époux d'Hélène Soutzo
      - Roxandra Soutzo (v. 1801-1821), épouse d'Emmanuel Argyropoulos (1797-1881), ministre de la Justice de Roumanie.
      - Skarlatos Soutzo (1808-1887) (el), général et ministre de la Guerre grec, époux de Nadine Cantacuzène.
        - Alexandros Soutzo (1835-1901), général et député grec.
        - Élisabeth Soutzo (1837-1887) (el), femme de lettres grecque.
        - Dimitrios Soutzo (1846-1904) (en), maire d'Athènes, époux d'Euphrosine Mavros, puis d'Olympia Meletopoulos.

      - Grigore Suţu (1813-1848), époux de Catinca Mavrogheni.
        - Alexandru Grigore Suțu (1837-1895) (ro), homme de lettres roumain, époux de Catinca Bogdan, puis de Lucia Miclescu.
          - Rudolf Suțu (ro) (1880-1949), écrivain et journaliste roumain, époux d'Elena Cazaban.
            - Radu Suțu (1907-2000), magistrat roumain, époux de Maria Hăpăianu.
            - Dumitru Suțu (1909-1986), avocat roumain, époux d'Angela Malache.
            - Georgeta Suțu (1914-2005), femme de lettres, épouse du colonel Aurel Negrescu.
              - Radu Negrescu-Suțu (né en 1950), écrivain roumain.
                - Alexandru Negrescu-Suțu (né en 1979), ingénieur français.

            - Rodica Suțu (ro) (1913-1979), pianiste et compositrice roumaine, épouse de Radu Diamandi-Demetrescu, magistrat.

  - Kassandra Soutzo (née en 1803), épouse de Constantin Mavroghenis, grand drogman de la Flotte ottomane.
  - Mihail Ier Suțu (1730-1803), grand drogman puis de prince de Moldavie et de Valachie, époux de Sevastița Callimachi.
    - Grigore Suţu (1761-1836), kaïmakam de Valachie, époux d'Elizaveta Dudescu.
      - Mihail II Șuțu (1784-1864), grand drogman, prince de Moldavie puis député et sénateur grec, époux de Roxane Caradja.
        - Ioannis Soutzo (ou Jean, 1813-1892), diplomate grec, époux d'Ekaterina Dimitrievna Obreskova (v.1820-1874).
        - Maria Soutzo (1822-1898), épouse de Konstantínos Zográfos.
        - Roxana Soutzo (1823-1840), épouse de Petros Paparrigopoulos (el).

      - Nicolae Suţu (1787-1851), kaïmakam puis ministre des principautés danubiennes, époux de Ruxandra Nenciulescu.
      - Constantin Suţu (1799-1875), grand-logothète de Valachie puis ministre de la Justice, époux de Roxana Racoviţă.
        - Grigore Suţu (1819-1893), sénateur, époux d'Irène Hagimoscu.
        - Sevastiţa Suţu (1821-1845), épouse de Panait Soutzo (1806-1868), romancier et poète grec.
        - Elizaveta Suţu (1848-1921), épouse de Dumitru Filitti, député et sénateur roumain.

    - Maria Suţu (1759-1846), épouse d'Iácobos Argyrópoulos, grand drogman ottoman.
    - Alexandru Suţu (ou Alexandre Soutzo, né en 1781 - décapité en 1807), grand drogman ottoman, époux de Maria Lapithi.
      - Constantin Suţu (1804-1882), grand logothète puis ministre des Finances de Valachie, époux de Maria-Sevastiţa Ghica (ou Marie-Sébastie Ghyka).
        - Mihai Suţu (1841-1933), membre de l'Académie roumaine, époux de Marie Cantacuzène.

  - Dumitru Suţu (ou Démètre Soutzo, 1735-1788), aga et grand postelnic des principautés danubiennes, époux de Constanţa Caradja.
    - Constantin Suţu (ou Konstantinos Soutzo, 1760-1812), kaïmakam, époux d'Hélène Rizo-Neroulos, femme de lettres.
      - Lucie Soutzo (née après 1789), qui épouse Geórgios Ainián, député, sénateur et ministre grec.
      - Euphrosine Soutzo (née après 1789), qui épouse Alexandre Aedypidès, gouverneur de nome grecque.
      - Michel Soutzo (1790-1866), ministre de Grèce à Paris, époux d'Hélène Balassaki.
        - Andromaque Soutzo (????-????), épouse de Théodore Zographos, ministre grec.

      - Catherine Soutzo (1795-1837), femme de lettres, épouse de Spyridon Valetta, homme de lettres grec.
      - Alexandre Soutzo (1803-1863) (en), poète grec.
      - Panagiotis Soutzo (1806-1868) (en), poète, journaliste et préfet grec, époux de [1] Florica Copaniţa, puis de [2] Sevastiţa Suţu, et finalement de [3] Marina Logotheti.